# Karta pokładowa
Karta pokładowa - dokument uprawniający do odbycia lotu rejsowego lub czarterowego i wstępu do strefy bezcłowej terminala portu lotniczego.

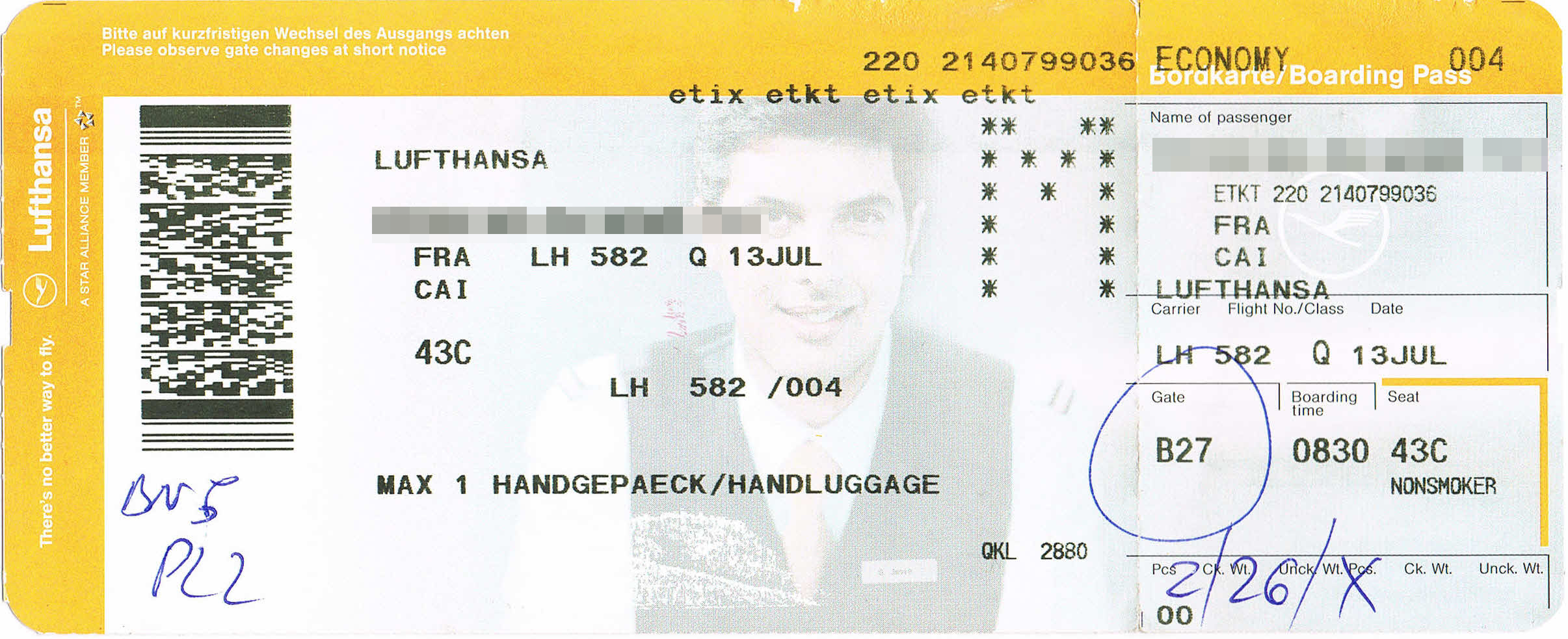
Karta pokładowa linii Lufthansa.

## Dane na karcie pokładowej
Na karcie pokładowej znajdują się dane pozwalające na identyfikację pasażera i lotu, takie jak:
- imię
- nazwisko
- data urodzenia
- podział dorosły/dziecko
- kod kreskowy
- numer bramki
- numer miejsca siedzącego
- miejsce startowe
- miejsce docelowe
- szacowana godzina wylotu i zamknięcia bramki
- szacowana godzina przylotu
- numer lotu
- numer karty pokładowej
- numer dokumentu tożsamości
- inne adnotacje dotyczące pasażera, np. dane wizowe, zwiększony bagaż, klasa, zwiększone ryzyko czy dodatkowe usługi.

Nie wszystkie z powyższych informacji muszą tam widnieć.

## Bezpieczeństwo
Danych z karty pokładowej nie należy ujawniać, gdyż mogą one zostać wykorzystane do np. zamówienia usług na koszt i odpowiedzialność lecącego. Znane są też przypadki, gdzie osoby nieuprawnione generują zmanipulowane karty pokładowe celem np. wstępu do saloników VIP lub osoby nielecącej za kontrolę bezpieczeństwa.